# Marius Meremans
Marius Meremans (Dendermonde, 20 mei 1967) is een Belgisch politicus voor N-VA. 

## Levensloop
Meremans behaalde in 1988 een regentaat in Latijn, Frans, Engels en Geschiedenis en was van 1991 tot 2012 actief als leraar aan het Don Bosco te Groot-Bijgaarden en het Sint-Vincentiusinstituut in Dendermonde.
Hij werd politiek actief voor de Volksunie en daarna de N-VA. Van 1995 tot 1997 was hij OCMW-raadslid van Dendermonde. Vervolgens was hij van 1997 tot 2000 gemeenteraadslid van de stad, een functie die hij sinds 2007 opnieuw uitoefent. In januari 2007 werd Meremans lid van het college van burgemeester en schepenen als schepen van Jeugd en Cultuur in Dendermonde. Hij beëindigde zijn mandaat daar in december 2012 en belandde daarna zes jaar als raadslid in de oppositie. In januari 2019 werd hij opnieuw schepen van Dendermonde, bevoegd voor Mobiliteit, Leefmilieu en Ruimtelijke Ordening. In december 2024 liep zijn schepenambt af, waarna Meremans opnieuw op de oppositiebanken belandde.
Midden januari 2013 kwam hij voor de kieskring Oost-Vlaanderen in het Vlaams Parlement terecht als opvolger van Lieven Dehandschutter, die eind 2012 ontslag nam als Vlaams volksvertegenwoordiger. Ook na de Vlaamse verkiezingen van 25 mei 2014 en die van 26 mei 2019 bleef hij Vlaams volksvertegenwoordiger. Als Vlaams Parlementslid legde hij zich vooral toe op het cultuurbeleid, alsook op mobiliteitsdossiers en waterbeheersing. Van oktober 2019 tot juni 2024 was hij in het Vlaams Parlement eerste ondervoorzitter van de commissie Cultuur, Jeugd, Sport en Media. Bij de Vlaamse verkiezingen van 9 juni 2024 stelde Meremans zich geen kandidaat meer om zich volledig te concentreren op de lokale politiek.
Hij is gehuwd en vader van drie kinderen.